# Dendronephthya laxa
Dendronephthya laxa is een zachte koraalsoort uit de familie Nephtheidae. De koraalsoort komt uit het geslacht Dendronephthya. Dendronephthya laxa werd in 1889 voor het eerst wetenschappelijk beschreven door Wright & Studer. 